# Uranotaenia oteizai
Uranotaenia oteizai är en tvåvingeart som beskrevs av Perez Vigueras 1956. Uranotaenia oteizai ingår i släktet Uranotaenia och familjen stickmyggor.
Artens utbredningsområde är Kuba. Inga underarter finns listade i Catalogue of Life.